# Klaus Bischoff

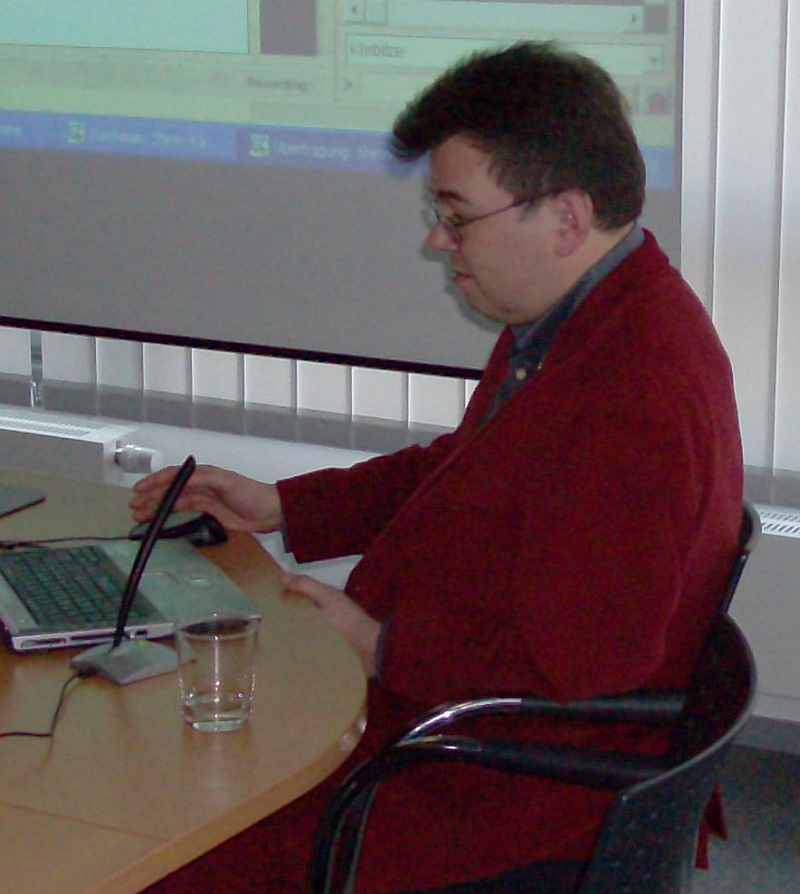
Klaus Bischoff

Klaus Bischoff (Ulm, 9 juni 1961) is een Duits schaker met een FIDE-rating van 2560 in 2005 en rating 2504 in 2016. Hij is, sinds 1990, een grootmeester. 

## Individuele resultaten
Bischoff leerde op 11-jarige leeftijd schaken. In 1975 werd hij (inofficieel) kampioen van de Duitse scholen. Bij het Wereldkampioenschap schaken junioren in 1980 in Dortmund, gewonnen door Garry Kasparov, behaalde Bischoff een gedeelde derde plaats. 
In 1982 werd Bischoff Internationaal Meester (IM). In 1986 was hij bij het open Duitse kampioenschap in Krefeld gedeeld tweede, achter John Nunn.
Na het behalen van GM-normen in Lugano, Kecskemét en Bad Wörishofen ontving hij in 1990 van de  FIDE de titel grootmeester (GM). In 1997 won hij het toernooi in Recklinghausen, voor Jens-Uwe Maiwald en Ludger Keitlinghaus.
Klaus Bischoff behoort in Duitsland tot de top in het blitzschaak. In 2000 won hij in Essen samen met Vadim Zvjaginsev en Aleksej Drejev, eveneens in 2000 in St. Ingbert, in 2002 in Baunatal en in 2003 in Bad Zwesten. In 2003 won Bischoff de voor de eerste keer georganiseerde Duitse kampioenschappen internet-blitzschaken, voor o.a. Jan Gustafsson en. Robert Hübner. 
In 2003, 2004 und 2005 werd hij Duits kampioen snelschaken. In september 2005 speelde Bischoff mee in het Nordhorner Schaakfestival rapidschaak toernooi en behaalde daar een 4e plaats met 5 punten uit 7 ronden. In 2013 und 2015 won hij in Saarbrücken het kampioenschap van Duitsland. 
Bij diverse schaakgebeurtenissen treedt hij op als commentator, zoals bij de  Dortmunder Schaakdagen en in 2014 bij de finale van de Duitse bondscompetitie in Eppingen.

## Resultaten in nationale teams
Bischoff nam deel aan zes Schaakolympiades: in 1986 in Dubai, in 1988 in Thessaloniki, in 1990 in Novi Sad, in 2000 in Istanboel, in 2002 in Bled en in 2004 in Calvià. Bij de Schaakolympiade 2000 in Istanboel behaalde hij met het Duitse nationale team een zilveren medaille.
Met het Duitse nationale team nam hij deel aan drie Europese schaakkampioenschappen voor landenteams en behaalde een bronzen medaille in 1989 en in 2001 in León. In  2001 ontving hij een gouden medaille voor het beste individuele resultaat aan bord 4.

## Schaakverenigingen
Klaus Bischoff speelde in de Duitse bondscompetitie van 1981 tot 1995 bij FC Bayern München en werd met zijn club kampioen van Duitsland in  1983, 1985, 1986, 1989, 1990, 1991, 1992, 1993 en 1995.  Van 1995 tot 1999 speelde Bischoff bij de schaakvereniging SG 1868-Aljechin Solingen, die in 1997 Duits bondskampioen werd. Van 1999 tot 2003 speelde hij voor König Plauen, van 2003 tot 2006 evenals in seizoen 2008-2009 voor TV Tegernsee,  in seizoen 2006 - 2007 voor TSV Bindlach-Aktionär en van 2009 tot 2013 voor Sportfreunden Katernberg. Sinds seizoen 2014 - 2015 speelt hij opnieuw voor  FC Bayern München. 
In de Oostenrijkse competitie speelde Bischoff van 1993 tot 1997 bij SC Inter Salzburg, van 2001 tot 2008 bij SC Die Klagenfurter, van 2008 tot 2010 bij Holz Dohr Semriach. Sinds 2011 speelt hij bij de SK Sparkasse Jenbach, waarmee hij in 2013 kampioen van Oostenrijk werd.  In de Franse Top 16 competitie  speelde Bischoff tot 2006 bij Echiquier Nanceien, in de Britse Four Nations Chess League speelde hij in seizoen 1995/96 bij British Chess Magazine en in seizoen 1998/99 bij Home House.  

## Externe koppelingen
- (en)   Informatie over schaakpartijen van Klaus Bischoff op ChessGames.com
- (en)   Informatie over schaakpartijen van Klaus Bischoff op 365chess.com
- (en)  FIDE-ratinggegevens voor Klaus Bischoff